# Tangsehl
Tangsehl ist ein Ortsteil der Gemeinde Nahrendorf im niedersächsischen Landkreis Lüneburg. 
Der Ort liegt etwa 4 km östlich des Kernortes Nahrendorf am Kateminer Mühlenbach, einem Nebenfluss der Elbe. Unweit westlich verläuft die Kreisstraße K 15, nördlich verläuft die Landesstraße L 231 und südlich die B 216. Die Wassermühle Tangsehl liegt an der Niedersächsischen Mühlenstraße.

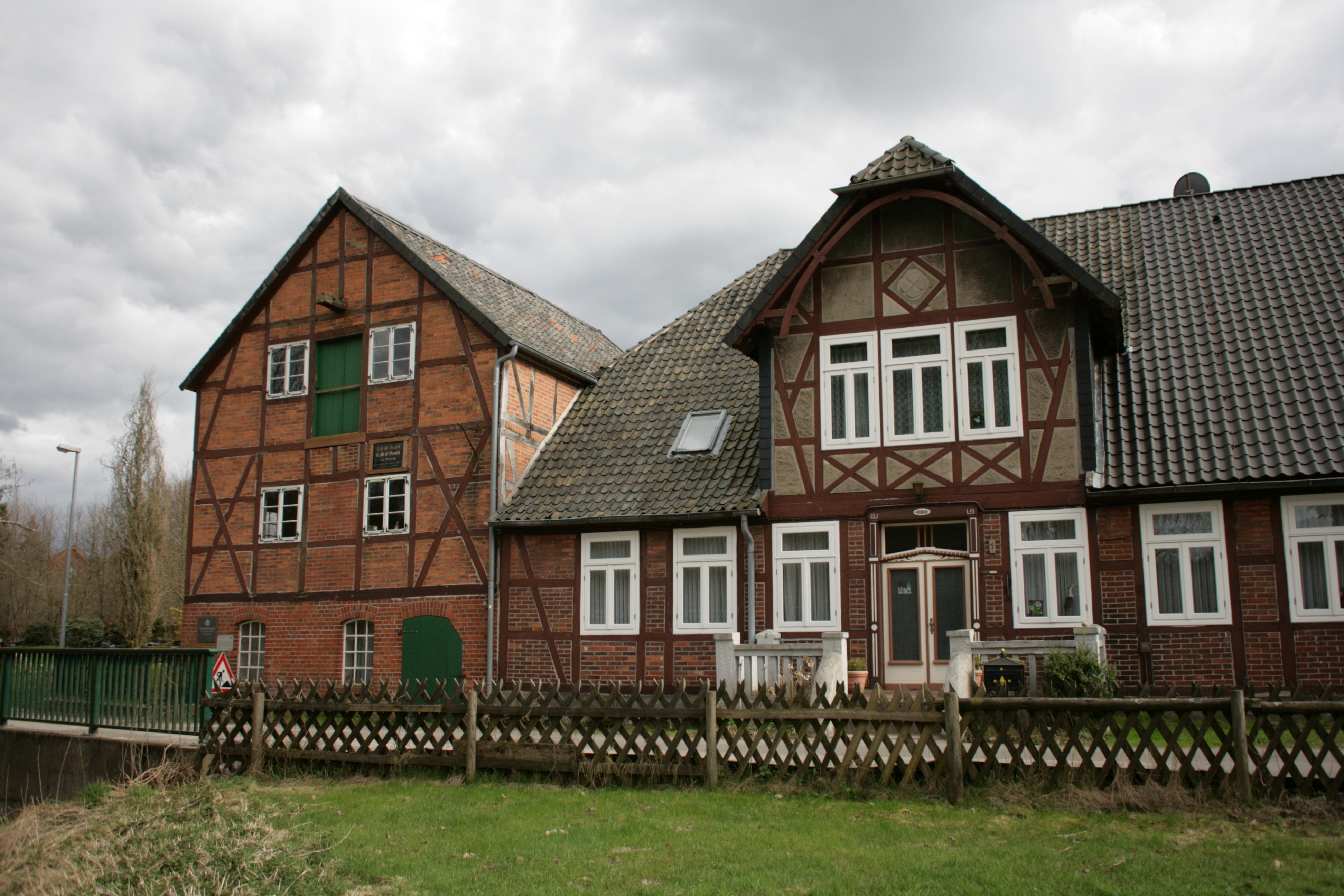
Wassermühle Tangsehl (April 2010)
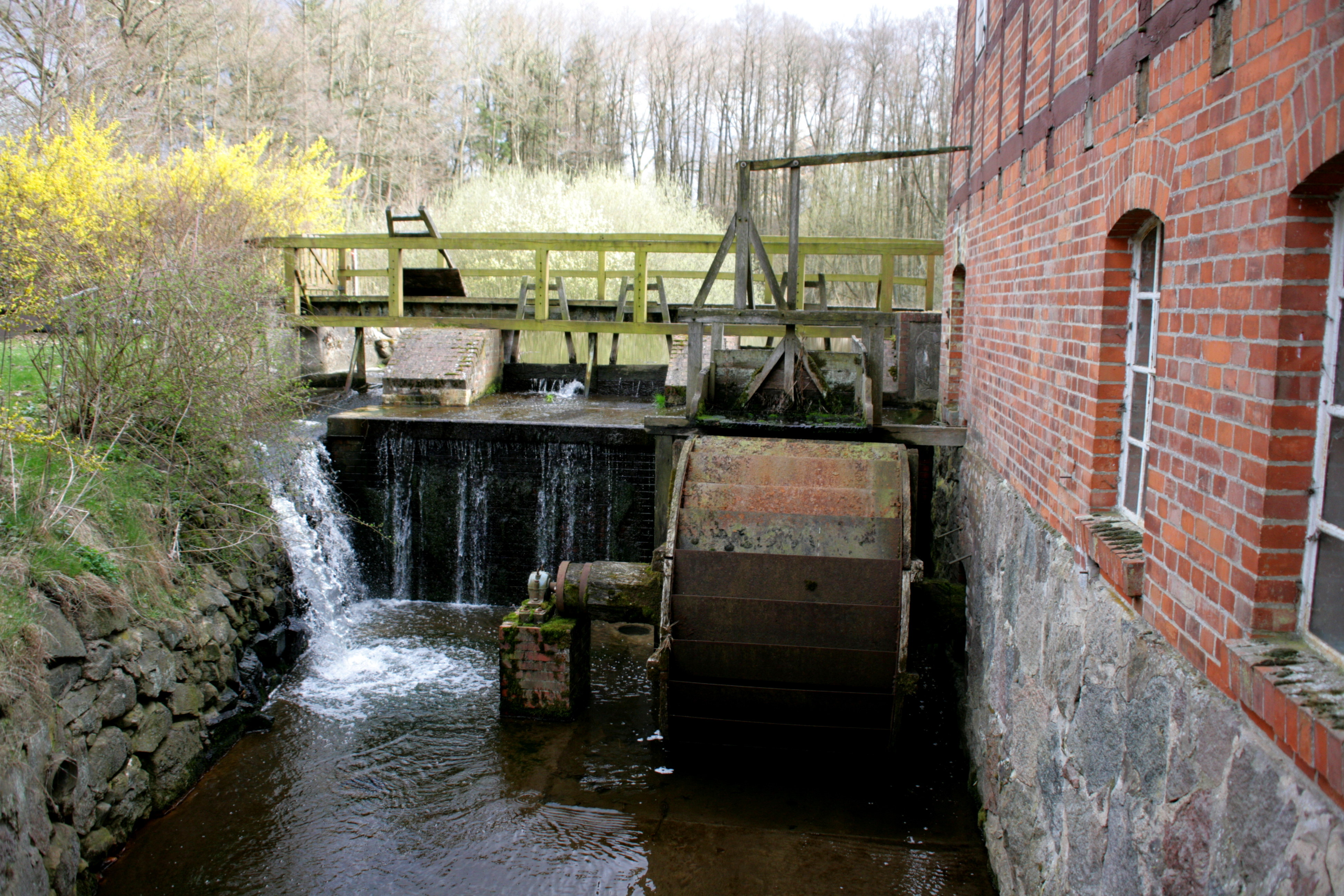
Wassermühle Tangsehl (April 2010)
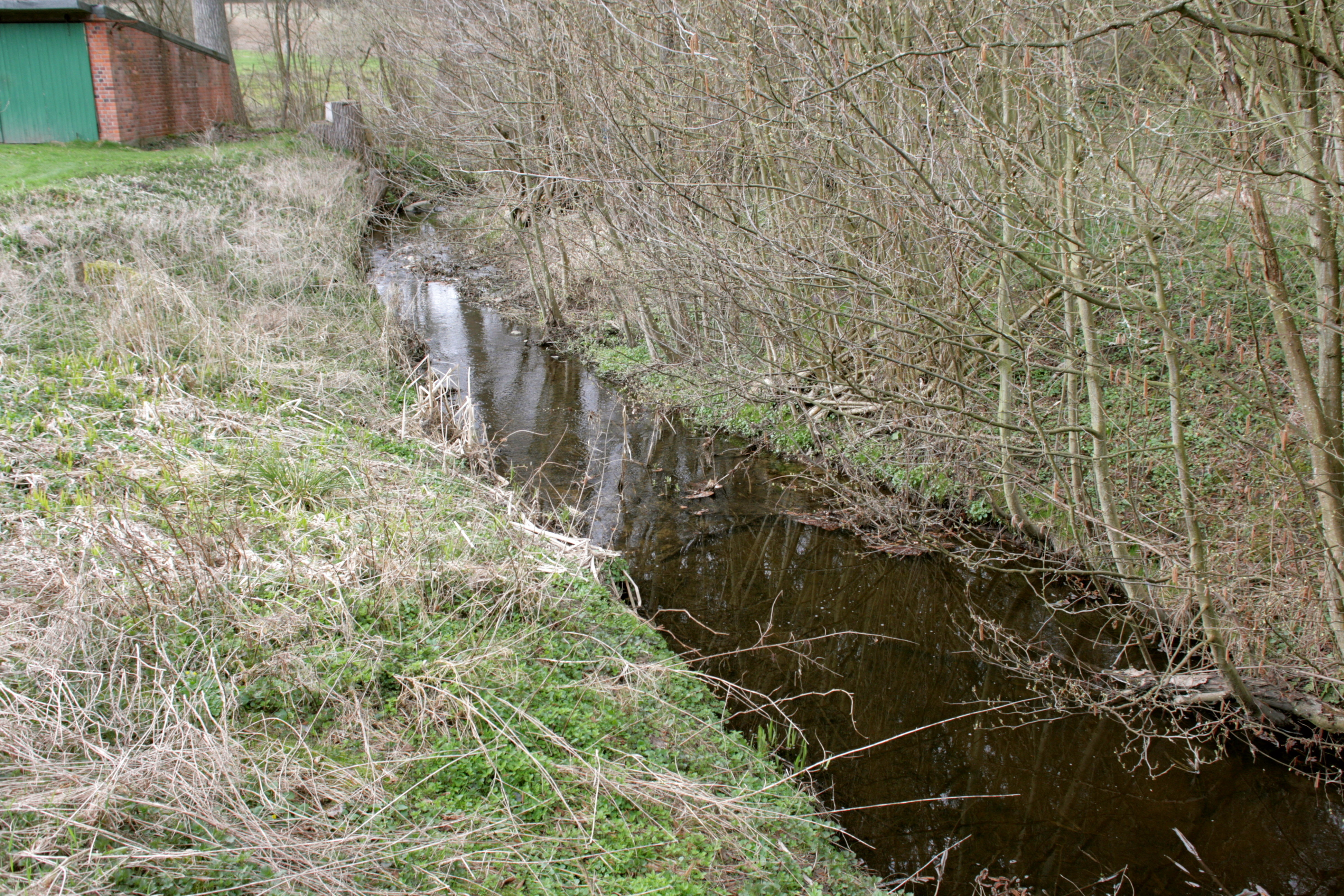
Der Kateminer Mühlenbach nahe der Wassermühle Tangsehl (April 2010)